# Gnaeus Cornelius Scipio Asina
Gnaeus Cornelius Scipio Asina (310 př. n. l.? – 3. století př. n. l.?) byl římským politikem a vojevůdcem zapojeným do první punské války. 
Scipio Asina byl patricijem a členem rodiny Scipionů ze slavného rodu Corneliů, jehož historie se dá datovat až k počátkům římské republiky. Byl synem Lucia Cornelia Scipiona Barbata a bratrem Lucia Cornelia Scipiona, konzula z roku 259 př. n. l. Gnaeus Cornelius Scipio Asina byl v roce 260 př. n. l. zvolen starším konzulem a měl tu čest velet první římské flotile operující ve Středozemním moři. 
V době, kdy s prvními plavidly střežil vody Messinské užiny mezi Itálií a Sicílií, získal informace, že ostrov Lipara hodlá přejít na stranu Říma. Aby zajistil bezpečnost tohoto důležitého přístavu a vydobyl si tím slávu, spěchal se svou flotilou k Liparským ostrovům, aniž by zvážil riziko možného napadení nepřítelem. Není jisté, zda Kartáginci celou záležitost plánovali, ale římská flotila byla v liparském přístavu Hannibalem Giskónem zaskočena. Bez zkušeností s námořními boji římské posádky zpanikařily a prchly na pevninu, takže lodě zůstaly opuštěné a celá eskadra 17 lodí včetně Scipiona Asiny padla do zajetí Kartáginců. Přestože sotva došlo k nějakým větším bojům, celé střetnutí je známé jako bitva u Liparských ostrovů. 
Tato nešťastná událost mu u politických odpůrců vynesla pejorativní cognomen Asina (Osel, doslovně Oslice). Ani ponížení, ani ztráta loďstva u Liparských ostrovů neukončily jeho kariéru. V roce 254 př. n. l. byl podruhé zvolen konzulem a spolu s konzulem Aulem Atiliem Caiatinem uspěl v dobytí Panormu.